# 2014 en Indonésie
2012 en Indonésie - 2013 en Indonésie - 2014 en Indonésie - 2015 en Indonésie - 2016 en Indonésie
2012 par pays en Asie - 2013 par pays en Asie - 2014 par pays en Asie - 2015 par pays en Asie - 2016 par pays en Asie]

## Événements
- Mercredi 1er janvier : La police de l'Indonésie tire quelque militants suspendus à Jakarta, tuant six personnes[1].
- Février : éruption du volcan Kelud.
- 9 avril : élections législatives.
- Mercredi 9 juillet : élection présidentielle remportée par Joko Widodo.
- 20 octobre : Joko Widodo devient le 7e président de la République.